# Biblioteca Nacional de Letònia
La Biblioteca Nacional de Letònia, situada a la seva capital, Riga, es va fundar un any després de la independència del país, el 1919. Aquí es reuneixen les obres del dipòsit legal de Letònia. Fins al 2012 la institució estava repartida en diversos edificis. La digitalització dels seus fons es va iniciar a la fi del segle passat.
La biblioteca compleix, d'altra banda, les funcions habituals: la formació d'una col·lecció bibliogràfica nacional i el seu emmagatzematge i accés a llarg termini. Així mateix són destacables els seus programes educatius i d'accés a la informació per a tots els usuaris i investigadors.